# Overbruggingshypotheek
Een overbruggingshypotheek is een hypotheekvorm waarbij de klant de overwaarde van zijn oude huis leent, om deze in zijn nieuwe huis te kunnen inbrengen. Deze hypotheek wordt afgelost met de opbrengst van de verkoop van de oude woning. 
Deze hypotheek overbrugt de periode tussen het aangaan van de hypotheek op het nieuwe huis en de aflossing van de hypotheek van het oude huis.
Geldverstrekkers bieden deze mogelijkheid tot het voorfinancieren van de winst / overwaarde op diverse manieren en condities aan.
In Nederland is het mogelijk renteaftrek te krijgen voor deze hypotheekvorm binnen door de belastingdienst vastgestelde voorwaarden.